# 鄭芝莞
鄭芝莞，是鄭成功的叔叔。永曆四年（1650） 八月十五日 ，鄭成功趁鄭彩帶兵遠出，设計殺害鄭聯，取得廈門。第二年（1651年）鄭成功南下勤王，清福建巡撫張學聖派總兵馬得功趁机襲擊廈門，鄭氏之家資積蓄損失殆盡，受創慘重，鄭成功倉促回師。當廈門受襲時，鄭芝莞不戰而逃，席捲珍寶，棄城下船。 四月十日，鄭成功議處廈門功罪，將沒負起守廈門責任的鄭芝莞斬首示眾。